# Guillaume Multrier
Guillaume Multrier, né le 28 décembre 1970 à L'Haÿ-les-Roses, est un entrepreneur français.

## Carrière
Fondateur de Bananalotto.fr,, Guillaume Multrier est un spécialiste de la communication et des médias. Entré en 2005 chez Aegis Media pour occuper le poste de directeur de l'expertise, il devient en 2007 président d'Isobar, la filiale numérique du groupe Aegis Media, puis président d'Aegis Media France en 2009. 
En juillet 2011, il quitte le groupe Aegis Media afin de se consacrer pleinement aux start-up numériques qu'il a cofondées avec Cédric Siré : Webedia (groupe média internet créé en 2007 qui affiche en 2012 un chiffre d'affaires de 20 millions d'euros et plus de 10 millions de visiteurs uniques, avec ses sites Internet Pure People, Pure Trend, Pure Medias ou Pure Cine) et Youmag (« moteur de news » créé en 2011). En juillet 2013, Fimalac prend une part majoritaire dans le capital de Webedia, pour accélérer son développement, en particulier par l'acquisition d'Allociné en France. Il devient alors membre du directoire & Directeur Général de Webedia, avec Cédric Sire, cofondateur de Webedia et Véronique Morali, par ailleurs Présidente de Fimalac Développement. Il s'associe en 2018 à 50 % avec l'enseigne La Folie douce pour ouvrir un hôtel à Chamonix au sein du Savoy, lieu anciennement exploité par le Club Med,.
Multrier est par ailleurs associé d'Alain Ducasse au sein du groupe, dont ils sont les cofondateurs, Hôtel & Food Disrupt Partners.

## Vie privée
Il a divorcé en 2010 d'Alexia Laroche-Joubert qu'il avait épousée le 7 juillet 2007 et avec qui il a eu une fille, Isaure, qui est actrice. Il a aussi deux autres filles, Inès et Eugénie, d'une précédente union.  
Il est marié à Emilie Briand dont il a deux garçons et avec qui il possède une société de gestion immobilière.